# Phialophoropsis cambrensis
Phialophoropsis cambrensis är en svampart som beskrevs av B.L. Brady & B. Sutton 1979. Phialophoropsis cambrensis ingår i släktet Phialophoropsis och familjen Ceratocystidaceae.   Inga underarter finns listade i Catalogue of Life.